# 추셴즈
추셴즈(중국어 정체자: 邱顯智, 간체자: 邱显智, 병음: Qiū Xiǎnzhì, 한자음: 구현지, 1976년 4월 29일~)는 중화민국의 정치인, 인권 변호사, 사회운동가이자 시대역량의 소속 정치인이다. 현재 시대역량 신주 당부 주임위원 및 설곡남용 법률사무소 변호사를 맡고 있으며, 중화민국 제10대 입법위원, 시대역량 당 주석, 시대역량 입법원 당단 총소집인을 역임한 바 있다.

## 어린 시절과 교육
1976년 자이현 주치향 진시촌에서 태어났다. 아버지는 자이 농업대학 교수였으며 어머니는 공장 노동자였다. 자이 고등학교를 졸업하고 국립 타이베이 대학에서 법학 학사 및 석사를 취득했다. 이후 독일로 건너가 하이델베르크 대학교에서 법학 석사 및 박사 과정을 수료했다.

## 학력
- 국립 타이베이 대학 법학 학사
- 국립 타이베이 대학교 법학 석사
- 하이델베르크 대학교 법학 석사

## 역대 선거 결과
| 선거명               | 직책명   | 선거구        | 대수 | 정당     | 득표율  | 득표수      | 결과 | 당락 |
| -------------------- | -------- | ------------- | ---- | -------- | ------- | ----------- | ---- | ---- |
| 2016년 입법위원 선거 | 입법위원 | 신주시 선거구 | 10대 | 시대역량 | 16.56%  | 36,309표    | 3위  | 낙선 |
| 2020년 입법위원 선거 | 입법위원 | 비례대표 2번  | 6대  | 시대역량 | 7.7549% | 1,098,100표 | 4위  | 당선 |
| 2024년 입법위원 선거 | 입법위원 | 신주시 선거구 | 11대 | 시대역량 | 12.64%  | 33,023표    | 3위  | 낙선 |